# Uromyces erythronii
Espèce
Synonymes
- Aecidium erythronii DC. 1805
- Caeoma erythroniatum Link, 1825
- Caeomurus erythronii (DC.) Kuntze, 1898
- Coeomurus erythronii (DC.) Kuntze, 1898

 Uromyces erythronii est une espèce de champignons phytoparasites du genre Uromyces, de la famille des Pucciniaceae et de la classe des Pucciniomycetes. Cette espèce provoque une maladie cryptogamique nommée la rouille de l'Érythrone qui est spécifique aux parties végétatives de l'Érythrone dent de chien. Les formes sexuée et asexuée s'effectuent sur le même hôte.

## Description

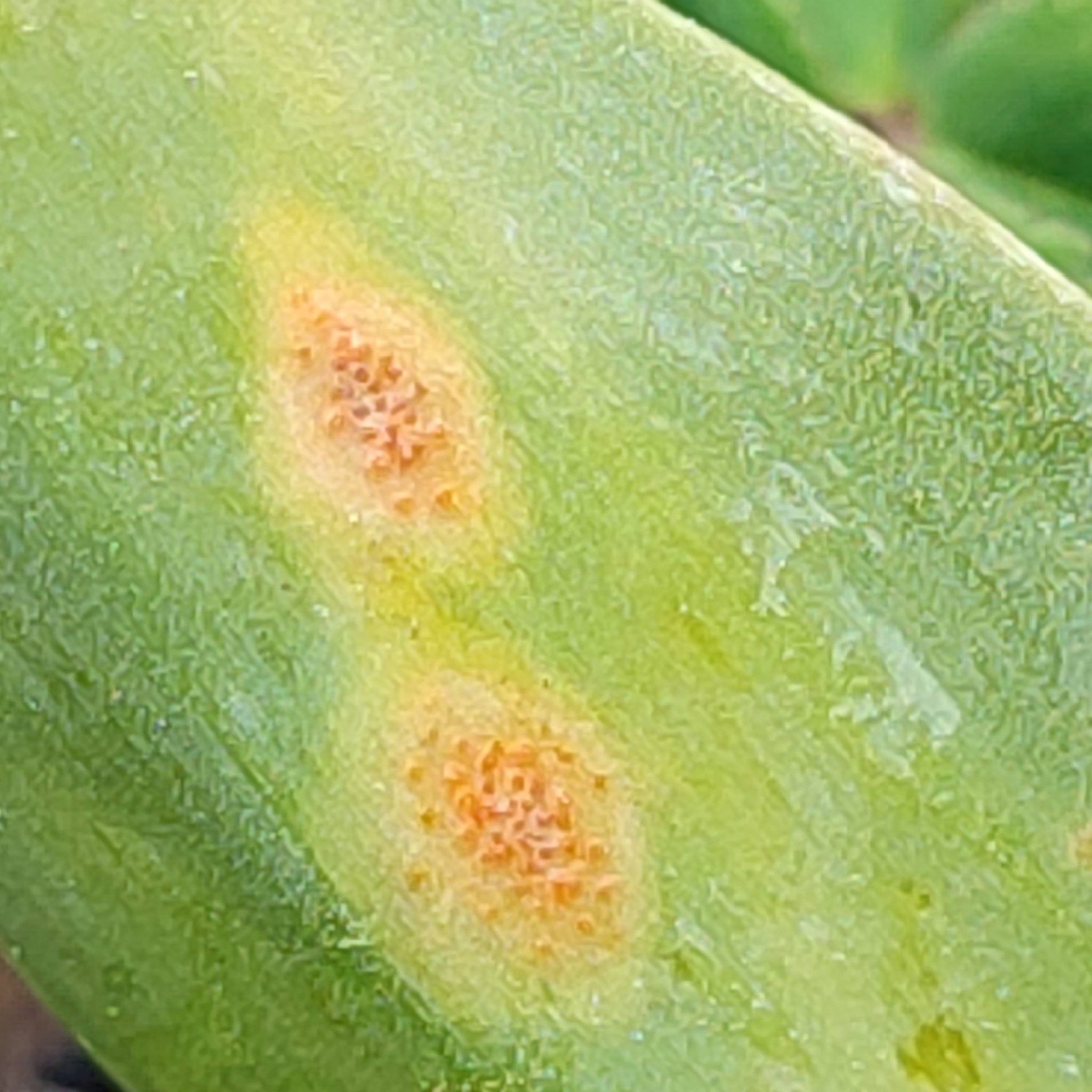
Écidies d'Uromyces erythronii (Lleida, Catalogne, Espagne).

Dans la forme anamorphe d'Uromyces erythronii, les écidies, qui assurent la reproduction asexuée, sont très petites, en groupes denses formant des taches généralement arrondies ou oblongues et dispersées sur les feuilles et les tiges. Elles sont constituées de pustules en forme de cupules jaune orangées et sont visibles en avril et en mai en Europe centrale. Les écidiospores mesurent de 20 à 30 µm de large pour 15 à 24 µm de long,.
La forme téléomorphe est une tache de 1 mm de diamètre, jaune et recouvert de l'épiderme de la feuille au stade immature, puis brun chocolat, l'épiderme se déchirant, une fois mûre. Elle est visible en mai et en juin en Europe centrale. Les téliospores mesurent de 22 à 42 μm de large pour 16 à 25 μm de long et sont recouverts d'un treillis,.

## Distribution
Uromyces erythronii suit la répartition de sa plante hôte, Erythronium dens-canis. Auparavant dispersée sur l'ensemble de l'écozone paléarctique, elle est maintenant rare.